# Tominanga aurea
Tominanga aurea é uma espécie de peixe, endêmica da Indonésia, da família Telmatherinidae.
É uma espécie quase ameaçada, de acordo com a IUCN.